# حزب کار کمونیستی ترکیه/لنینیست
حزب کار کمونیستی ترکیه/لنینیست (به ترکی: Türkiye Komünist Emek Partisi/Leninist) یک حزب سیاسی کمونیست در کشور ترکیه است که به صورت زیرزمینی به فعالیت می‌پردازد. حزب کار کمونیستی ترکیه/لنینیست در ۱ سپتامبر ۱۹۹۰ به دنبال انشعابی در حزب کار کمونیستی ترکیه تأسیس شد.
حزب کار کمونیستی ترکیه در شروع فعالیت خود تمایل به فعالیت‌های قانونی داشت، اما حزب کار کمونیستی ترکیه/لنینیست به مبارزهٔ مسلحانه متمایل بود. حزب کار کمونیستی ترکیه/لنینیست به همین منظور شاخهٔ مسلحی تحت عنوان یگان‌های گریلای لنینیست (به ترکی: Leninist Gerila Birliği, LGB) تشکیل داد. یگان‌های گریلای لنینیست گهگاه دست به فعالیت‌های مسلحانه زده، اما درگیر جنگ مسلحانهٔ منظم نشده‌است. آخرین عملیات بزرگ یگان‌های گریلای لنینیست به ۱۹ دسامبر ۲۰۰۰ مربوط می‌شود که در آن به دفتر تورانیست حرکت ملی در استانبول حمله گردید و طی آن یک عضو حزب کشته و سه تن مجروح شدند. آن حمله به انتقام دو زندانی حزب کار کمونیستی ترکیه/لنینیست که در زندان کشته‌شده‌بودند، انجام گرفت.
حزب کار کمونیستی ترکیه/لنینیست در زندان‌های ترکیه دارای سازماندهی است و زندانیان این حزب از طریق آن اعتصاب غذا به راه می‌اندازند. این حزب همچنین دارای یک شاخهٔ از جوانان است که اتحادیه جوانان کمونیست ۱۳ مارس (به ترکی: 13 Mart Genç Komünistler Birliği) نامیده می‌شود.